# Горішнє Озирово
Горішнє Ози́рово (болг. Горно Озирово) — село в Монтанській області Болгарії. Входить до складу общини Виршець.

## Населення
Станом на вересень 2021 року населення складало 233 особи. Густота населення — 5,33 особи/км².
За даними перепису населення 2011 року у селі проживали 314 осіб.
Національний склад населення села:
| Національність   | Кількість осіб | Відсоток |
| ---------------- | -------------- | -------- |
| болгари          | 311            | 99,0%    |
| цигани           | 3              | 1,0%     |
| турки            | 0              | 0%       |
| інша             | 0              | 0%       |
| не визначились   | 0              | 0%       |
| Всього відповіли | 314            |          |

Розподіл населення за віком у 2011 році:
Динаміка населення: